# Région économique de Sibérie orientale

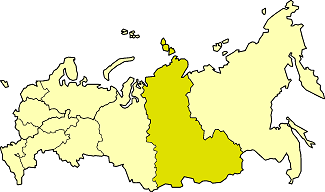
Région économique de Sibérie de l'Est sur la carte de la Russie.

La région économique de Sibérie orientale (en russe : Восто́чно-Сиби́рский экономи́ческий райо́н, Vostochno-Sibirski ekonomitcheski raïon) est l'une des douze régions économiques de Russie.

## Caractéristiques générales[1]
- Surface : 4 122 800 km2
- Population : 9 128 000 hab.
- Densité : 2,2 hab./km2
- Urbanisation : 71 % de la population est urbaine

## Composition
La région économique de Sibérie orientale est composée des sujets fédéraux suivants :
- République de Bouriatie
- Oblast d'Irkoutsk
- République de Khakassie
- Kraï de Krasnoïarsk
- République de Touva
- Kraï de Transbaïkalie